# Unione dei comuni della Val di Merse
L'Unione dei comuni della Val di Merse è un'unione di comuni della Toscana, in provincia di Siena, formata dai comuni di Chiusdino, Monticiano, Murlo e Sovicille.
Sino all'anno 2013 vi ha fatto parte anche il comune di Radicondoli, dove è mantenuta la sede legale, sebbene lo statuto dell'ente individui la sede nella località di Rosia (Sovicille).